# Vankomicin
Vankomicin je glikopeptidni antibiotik, ki se uporablja v profilaksi in za zdravljenje okužb z grampozitivnimi bakterijami. Tradicionalno se je uporabljal kot zdravilo zadnje izbire, torej šele, ko je bilo zdravljenje z drugimi antibiotiki neuspešno; zaradi pojava bakterij, odpornih na vankomicin, sta to vlogo povečini prevzela linezolid in daptomicin. V Sloveniji je na tržišču pod zaščitenimi imeni Edicin, Vankomicin Billev in Vankomicin Pharma Swiss.

## Zgodovina
Vankomicin je leta 1953 prvi osamil Edmund Kornfeld (zaposlen pri podjetju Eli Lilly), in sicer iz prsti deževnega gozda na Borneu. Organizem, ki proizvaja to molekulo, so poimenovali Amycolatopsis orientalis. Prvotna indikacija vankomicina je bilo zdravljenje na penicilin odpornega Staphylococcus aureus. Eli Lilly je učinkovino v obliki klorida sprva tržilo pod lastniškim imenom Vancocin.
Vankomicin iz več razlogov ni nikoli postal zdravilo prvega izbora za zdravljenje okužb s Staphylococcus aureus:
1. zaradi slabe biorazpoložljivosti ga je treba v večini primerov dajati intravensko;
2. v tem času so razvili na β-laktamazo odporne polsintezne peniciline, kot je meticilin (in njegova naslednika nafcilin in kloksacilin), ki so učinkovitejši proti omenjenemu stafilokoku;
3. pri prvotni preskušanjih zdravila so uporabljali slabo prečiščen vankomicin, ki se je izkazal za škodljivega za sluh in ledvice;[5]

Iz teh razlogov je vankomicin postal zdravilo zadnje izbire (t. i. rezervni antibiotik).
Leta 2004 je Eli Lilly prodal licenco za Vancocin ameriškemu podjetju ViroPharma, britanskemu Flynn Pharma in avstralskemu Aspen Pharmacare. V začetku 80-ih je patent za zdravilo potekel, vendar še doslej FDA na ameriškem tržišču ni odobrila nobenega generičnega zdravila.

## Biosinteza
Biosinteza vankomicina poteka s pomočjo različnih neribosomskih protein-sintaz (NRPS). Encimi določijo aminokislinsko zaporedje tekom njihovega združevanja v 7 modulov. Pred združitvijo aminokislin v molekulski združek se le-te modificirajo; L-tirozin se pretvori v β-hidroksiklorotirozinski (β-hTyr) in 4-hidroksifenilglicinski (HPG) ostanek. S pomočjo acetata pa nastane 3,5-dihidroksifenilglicinski obroč (3,5-DPG).
Neribosomska sinteza peptida poteka preko nastanka ločenih modulov, ki se lahko med seboj združujejo v večjo peptidno strukturo. Vsak modul značilno sestoji iz adenilacijske (A) domene, domene peptidil prenašalne beljakovine (angl. peptidyl carrier protein = PCP) ter  
kondenzacijske (C) ali elongacijske domene.
Aktivirana domena A ima kot kofaktor vezan 4’fosfopantetein (ki se veže na domeno s pomočjo reakcije tiosterifikacije), in ta kompleks se prenese do domene PCP, pri čemer se odcepi molekula AMP. Domena PCP nato uporabi vezano 4’fosfopanteteinsko prostetično skupino pri podaljševanju peptidne verige. Slika 1 prikazuje organiziranost modulov v sintetizirani molekuli vankomicina. Prisotne so tudi dodatno modificirane domene, npr. epimerizacijska (E) domena, ki omogoča prehajanje enega stereoizomera aminokisline v drugega, in tioesterazna (TE) domena, ki katalizira ciklizacijo ter odcep tioestra.
Niz multiencimov (peptid-sintaza CepA, CepB in CepC) je odgovornih za združevanje posameznih peptidnih enot v heptapeptid (slika 2).
Po tvorbi linearne heptapeptidne molekule so potrebne še nadaljnje posttranslacijske modifikacije, kot so oksidativno premreženje in glikozilacija, pri čemer sodelujejo različni encimi. Šele tako nastane biološko aktivni vankomicin (slika 3).

## Farmakološke in kemijske lastnosti
Vankomicin je razvejan triciklični glikoziliran neribosomski peptid, ki jih s pomočjo procesa vrenja proizvajajo aktinobakterije vrste Amycolatopsis orientalis (staro ime Nocardia orientalis).
Vankomicin deluje tako, da zavre sintezo celične stene pri grampozitivnih bakterijah. Zaradi razlik v mehanizmih tvorbe celične stene in drugih dejavnikov, ki vključujejo prehajanje snovi skozi zunanjo membrano, vankomicin ni učinkovit proti gramnegativnim bakterijam (izvzemši nekatere negonokokne vrste rodu najserij).
Natančneje, vankomicin prepreči vgrajevanje N-acetilmuraminske kisline (NAM) in N-acetilglukozamina (NAG) v peptidoglikansko verigo, ki je glavni gradnik celične stene grampozitivnih bakterij.
Velike hidrofilne molekule lahko tvorijo vodikove vezi s končno D-alanin-D-alaninsko enoto NAM/NAG-peptidov. V normalnih razmerah se pri interakciji hidrofilne molekule in omenjenega dipeptidnega ostanka tvorijo interakcije na petih mestih. Pri vezavi vankomicina na D-alanin-D-alaninski konec peptida se prepreči vgradnja NAM/NAG-peptidne podnote v nastajajočo verigo.

## Klinična uporaba

### Indikacije
Vankomicin je indiciran pri hudih, življenjsko ogrožajočih okužbah z grampozitivnimi bakterijami, ki se ne odzivajo na manj toksične antibiotike. Vankomicin se ne uporablja pri okužbah z na meticilin občutljivimi sevi Staphylococcus aureus, ker imajo prednost penicilini, kot je nafcilin.
Zaradi povečane pojavnosti na vankomicin odpornih enterokokov je prišlo tudi do sprememb smernic za zdravljenje bolnišničnih okužb, ki jih izdaja Center za nadzor bolezni (Centers for Disease Control). Te smernice omejujejo indikacije vankomicina na:
- hude okužbe z na vankomicin občutljivimi bakterijami, ki so odporne proti penicilinom (proti meticilinu odporni Staphylococcus aureus in večkratno odporni Staphylococcus epidermidis (MRSE)) ter pri bolnikih z resno preobčutljivostjo na peniciline (endokarditis, okužbe kosti (osteomielitis), pljučnica, okužbe mehkih tkiv; endokarditis, ki ga povzročajo enterokoki, Streptococcus viridans ali S. bovis, je treba zdraviti s kombinacijo vankomicina in aminoglikozida [15]);
- psevdomembranski kolitis (relaps ali neodzivnost na zdravljenje z metronidazolom);
- okužbe z grampozitivnimi bakterijami pri bolnikih s hudo preobčutljivostjo na betalaktamske antibiotike.[16]

### Neželeni učinki
Z namenom čim optimalnejšega izogibanja neželenim učinkom se med zdravljenjem po navadi spremljajo krvne koncentracije vankomicina. Običajno se spremljata najvišja in najnižja koncentracija, v raziskovalne namene pa tudi površina pod krivuljo.
Pogosta neželena učinka (pri več kot 1 % bolnikov) sta lokalna bolečina, ki je lahko huda, in/ali tromboflebitis.
Poškodbe ledvic in sluha sta bila neželena učinka, ki sta se pojavljala zlasti v začetnem obdobju uporabe vankomicina, ko so uporabljali nečisto obliko učinkovine. Ugotovili so jih v kliničnih študijah v sredi 50-ih let dvajsetega stoletja. Kasnejše raziskave z uporabo čistejših oblik vankomicina so pokazale, da je nefrotoksičnost (škodljivost za ledvice) občasen neželeni učinek (pri 0,1 do 1 % bolnikov), pogosteje pa se pojavlja pri sočasni uporabi aminoglikozidov.
Redki neželeni učinki (pri < 0,1 % bolnikov) so: anafilaksa, toksična epidermalna nekroliza, multiformni eritem, sindrom rdečega vratu (glej spodaj), superinfekcija (nadokužba), trombocitopenija, nevtropenija, levkopenija, tinitus, omotičnost in/ali ototoksičnost (glej spodaj).
Vankomicin lahko pri bolniku inducira protitelesa proti krvnim ploščicam, ki lahko vodijo v hudo trombocitopenijo in posledičnih krvavitev (floridne petehijske krvavitve, ekhimoze, vlažna purpura).

### Odmerjanje

#### Intravenska/peroralna pot uporabe
Pri sistemskem zdravljenju je treba vankomicin aplicirati intravensko, saj ne prehaja stene prebavil. Gre za veliko hidrofilno molekulo, ki se slabo razporeja skozi sluznico prebavil. Edina indikacija za peroralno uporabo je psevdomembranski kolitis, saj zdravilo z zaužitjem doseže mesto okužbe v debelem črevesu. Po peroralni uporabi je koncentracija vankomicina v blatu okoli 500 µg/mL (za občutljive seve C. difficile je srednja inhibitorna koncentracija ≤ 2 µg/mL)
Pri nenamenski uporabi se vankomicin daje tudi z inhaliranjem v obliki meglice, in sicer pri različnih okužbah zgornjih in spodnjih dihal.
Zaradi jedkosti je intravenska uporaba vankomicina s pomočjo perifernih katetrov tvegana zaradi možnosti nastanka tromboflebitisa. Ustreznejša je uporaba centralnih venskih katetrov.

#### Sindrom rdečeličneža
Vankomicin se sme aplicirati le v razredčeni raztopini s počasnim infundiranjem v trajanju najmanj 60 minut (največja hitrost infundiranja 10 mg/minuto za odmerke > 500 mg). Ta omejitev velja zaradi velike pogostnosti nastanka bolečine ali tromboflebitisa in zaradi izogibanja reakciji, imenovani sindrom rdečeličneža (tudi sindrom rdečega vratu, angl. red man syndrome ali red neck syndrome). Omenjeni sindrom se pojavi po navadi 4–10 minut po začetku infundiranja ali kmalu po njegovem zaključku; zanj stačilna sta zariplost in/ali eritematozni izpuščaj na obrazu, vratu in zgornjem trupu. Do tega odziva pride zaradi nespecifične degranulacije mastocitov in ne gre za preobčutljivostno reakcijo, posredovano z IgE. Redkeje se pojavita tudi znižan krvni tlak in angioedem. Simptome lahko ublažimo ali preprečimo z uporabo antihistaminikov, vključno z difenilhidraminom. Pri počasnem infundiranju se ti simptomi pojavijo redkeje.

### Spremljanje koncentracij
Za vankomicin se predpostavlja od trajanja odvisno delovanje; protimikrobna učinkovitost je torej odvisna od časa, ko raven učinkovine presega minimalno inhibitorno koncentracijo (MIK) v tarčnem organizmu. Zato najvišje krvne vrednosti ne korelirajo z učinkovitostjo ali toksičnostjo. Spremljanje koncentracije vankomicina v krvi je potrebno v večini primerov. Potrebno je zlasti pri bolnikih, ki hkrati prejemajo aminoglikozidne učinkovine, tistih s spremenjenimi farmakokinetičnimi parametri, pri bolnikih na hemodializi, pri dolgotrajnem zdravljenju ali uporabi visokih odmerkov in pri bolnikih z motnjami delovanja ledvic. V teh primerih je treba spremljati predvsem najnižje koncentracije.
Priporočene vrednosti so se skozi čas spreminjali. Zgodnji avtorji so priporočali najvišje koncentracije v vrednosti 30 do 40 mg/L in najnižje koncentracije 5 do 10 mg/L,, trenutna priporočila pa so, da najvišjih vrednosti ni treba spremljati in da morajo najnižje vrednosti pri hudih okužbah presegati vrednost 15 do 20 mg/L.

## Toksičnost
Vankomicin so tradicionalno povezovali z nefrotoksičnostjo (škodljivost za ledvice) in ototoksičnostjo (škodljivost za ušesa), in sicer na podlagi dognanj zgodnjih raziskovalcev. Kasneje se je zaradi razširjenja MRSA v začetku 70-ih let dvajsetega stoletja uporaba vankomicina povečala, vendar niso poročali o pričakovanem številu škodljivih učinkov. To dejstvo so pripisali odstranitvi nečistot, ki so bile prisotne v zgodnejših pripravkih z vankomicinom, vendar pa teh nečistot niso nikoli specifično preizkusili na njihovo toksičnost.

### Nefrotoksičnost
Kasnejši pregledi zbranih poročil o primerih nefrotoksičnosti, povezane z vankomicinom, so pokazali, da so mnogi od teh bolnikov prejemali tudi druge nefrotoksine, predvsem aminoglikozide. Pri večini preostalih bolnikov so bili prisotni drugi zapleti ali pa je bilo navedenih premalo podatkov za ugotovitev povezave med vankomicinom in opaženimi primeri ledvične disfunkcije.
Leta 1994 je Cantu s sodelavci ugotovil, da je bila jasno dokumentirana monoterapija z vankomicinom le pri 3 od 82 primerov toksičnih učinkov, opisanih v strokovnem slovstvu. Prospektivne in retrospektivne študije, ki so proučevale pojavnost z vankomicinom povezanih primerov nefrotoksičnosti, so bodisi imele znatne metodološke pomanjkljivosti ali po so prišle do variabilnih rezultatov. Metodološko najzaneslivejše raziskave so pokazale, da je pojavnost nefrotoksičnosti, povezane z uporabo vankomicina, okoli 5–7-odstotna. Podobno pojavnost ledvične insuficience pripisujejo tudi na primer cefamandolu in benzilpenicilinu, dvema antibiotikoma, ki veljata kot neškodljiva za ledvice.
Nadalje tudi dokazi o povezavi med nefrotoksičnostjo in višino serumskih koncentracij vankomicina niso nesporni. Nekatere študije so pokazale, da obstaja večje tveganje za poškodbo ledvic pri minimalnih koncentracijah vankomicina, višjih od 10 µg/mL, vendar spet druge tega ne potrjujejo. Nefrotoksičnost so opazili tudi pri uporabi terapevtskih koncentracij. Torej tudi ne obstajajo dokazi o tem, da bi nižje koncentracije preprečile pojav nefrotoksičnosti.

### Ototoksičnost
Ocenitev pogostnosti z vankomicinom povzročenih ototoksičnih učinkov je še težja zaradi pomanjkanja kakovostnih dokazov. Zaenkrat velja, da so primeri ototoksičnosti, jasno povezani z vankomicinom, redki. Tudi povezava med serumskimi koncentracijami vankomicina in ototoksičnostjo ni pojasnjena. O primerih ototoksičnosti so poročali tako pri bolnikih s serumsko vrednostjo vankomicina, višjo od 80 µg/mL, kot tudi pri bolnikih s terapevtskimi serumskimi koncentracijami vankomicina. Zato tudi ni dokazov, da bi s spremljanjem koncentracij vankomicina in s tem vzdrževanja "terapevtskih koncentracij" lahko preprečili ototoksične učinke.

### Medsebojno delovanje z drugimi nefrotoksini
Tudi vprašanje o tem, ali vankomicin poveča toksičnost drugih nefrotoksinov in če, v kolikšni meri, ostaja sporno in nepojasnjeno. Klinične študije so prišle do različnih rezultatov, vendar pa živalski modeli kažejo, da je možno povečanje nefrotoksičnih učinkov, če se vankomicin daje sočasno z nefrotoksini, kot so aminoglikozidi. Vendar odvisnost tega medsebojnega delovanja od odmerkov oziroma serumskih koncentracij ni bila določena.

## Odpornost proti vankomicinu

### Intrinzična odpornost
Obstaja nekaj grampozitivnih bakterij, ki so intrinzično odporne proti vankomicinu: npr. vrste Leuconostoc in Pediococcus, vendar le-te redko povzročajo bolezni pri človeku Tudi večina vrst laktobacilov je odpornih proti temu antibiotiku (izjema so nekateri sevi (vendar ne vsi) vrste L. acidophilus).
Večina gramnegativnih bakterij je intrinzično odpornih proti vankomicinu, ker njihova zunanja celična membrana ni prehodna za velike glikopeptidne molekule (izjema so nekatere negonokokne vrste najserij).

### Pridobljena odpornost
Pridobljena odpornost proti vankomicinu predstavlja čedalje večji zdravstveni problem, zlasti v zdravstvenih ustanovah, kot so bolnišnice. Težava je zlasti v tem, ker je vankomicin namreč zdravilo zadnjega izbora pri resnih grampozitivnih okužbah in zato obstaja možnost, da bodo zaradi odpornosti proti vankomicinu take okužbe zopet postale v veliko primerov smrtne. Proti vankomicinu odporni enterokok se je pojavil leta 1987, po letu 1990 pa so se začele pojavljati tudi odporne bakterije, ki so bolj pogoste pri povzročanju okužb pri človeku, npr. proti vankomicinu odporni Staphylococcus aureus in proti vankomicinu odporni Clostridium difficile. Okužba s proti vankomicinu odpornim enterokokom (VRE) je pereč problem v bolnišnicah in geni za odpornost proti vankomicinu se lahko iz VRE širijo na druge enterokoke in tudi na druge po grampozitivne koke, npr. Staphylococcus aureus.
Obstaja tudi sum, da je uporaba avoparcina v kmetijstvu, ki je podoben glikopeptidni antibiotik, privedla do pojava proti vankomicinu odpornih bakterij.
Eden od mehanizmov bakterijske odpornosti je sprememba na končnem aminokislinskem preostanku NAM/NAG-peptida, kjer se normalno nahaja D-alanil-D-alaninska enota in na katero se veže vankomicin. Pojav enot D-alanil-D-laktat ali D-alanil-D-serin povzroči, da lahko molekula vankomicina tvori s to podenoto le 4 vodikove vezi. S tem se izgubi torej eno mesto za vezavo vodikove vezi, ki pa pomeni 1000-krat manjšo afiniteto.
Pri enterokokih pride do te spremembe zaradi izražanja encima, ki spremeni omenjeni dipeptidni konec.
Pri novejših antibiotikih, kot sta linezolid in daptomicin, se pričakuje manj hiter razvoj bakterijske odpornosti in ne njena preprečitev.